# کاسکان
کاسکان (قیصری) روستایی تاریخی و چند هزار ساله در سه کیلومتری جنوب غرب شهرستان کازرون می‌باشد که از شرق به روستای مشتان و از غرب به روستای حسن‌آباد کاسکان و از شمال به شهر کازرون و از جنوب به کوه کاسکان منتهی می‌باشد.